# ناتاشا واتچم-روی
ناتاشا واتچم-روی (انگلیسی: Natasha Watcham-Roy؛ زادهٔ ۲۸ آوریل ۱۹۹۲) بازیکن راگبی ۷ نفره زن اهل کانادا است.
وی در مسابقات کشوری و بین‌المللی در مجموع برندهٔ ۱ مدال طلا، ۱ مدال برنز شده‌است.